# سفر حزقیال
کتاب حزقیال (به عبری: ספר יחזקאל) یکی از کتب تنخ می‌باشد. این کتاب در کنار کتاب اشعیا و ارمیا یکی از سه کتاب اصلی پیامبران در تنخ است. بر اساس متن کتاب، این کتاب بر اساس رویاهای حزقیال نبی هنگامی که او به مدت ۲۲ سال در بابل بین سالهای ۵۹۳ تا ۵۷۱ قبل از میلاد زندانی بود نوشته شده‌است. کتاب حول سه محور اصلی است :۱) داوری برای اسراییل ۲) داوری برای ملتها ۳) آمرزش آینده اسراییل

## خلاصه
کتاب با رویای حزقیال شروع می‌شود. در این رؤیا خداوند سوار بر عرش خود به حزقیال ظاهر می‌شود. کالسکه خدا دارای چهار جانور زنده است که هر یک دارای چهار چهره (یک مرد، یک شیر، یک عقاب و یک گاو) و چهار بال هستند. در کنار هر یک از آن‌ها چرخی درون چرخ قرار دارد. یهوه به حزقیال دستور می‌دهد که پیامبری برای اسراییل باشد. سپس کتاب با قضاوت بر یهودا و اورشلیم و سپس با قضاوت بر ملتها (جنتیلها) ادامه میابد. خدا وعده نابودی اورشلیم و وعده نابودی ملتهایی که علیه خدا قیام کردند را می‌دهد. در قسمت بعدی کتاب خداوند وعده می‌دهد که آوارگی اسراییل در بابل تمام شده و شهر جدیدی ساخته خواهد شد. معبد دوباره ساخته شده و اسراییلیان آمرزش خواهند یافت.
بعضی قسمت‌های مهم این کتاب عبارتند از :
- رویای عرش خداوند (حزقیال ۱:۴-۲۸) که حزقیال خدا را سوار بر عرش خود میبیند به همراه فرشته‌هایی که عرش او را حمل می‌کنند.
- رویای معبد سلیمان ، حزقیال میبیند که خدا چگونه از معبد سلیمان خارج می‌شود زیرا مردم اسراییل به پرستش خدایانی غیر از یهوه روی آوردند.(حزقیال ۸:۱-۱۶)
- تصویر اسراییل، که در آن اسراییل به صورت یک عروس فاحشه تصویر می‌شود که به همسر خود (یهوه) پایبند نیست. (حزقیال ۱۵-۱۹)
- دره استخوان‌های خشک، که در آن حزقیال میبیند که چگونه خداوند مرده را دوباره زنده خواهد کرد (حزقیال ۳۷:۱-۱۴)
- نابودی گاگ و مگاگ (یاجوج و ماجوج)، که در آن حزقیال میبیند که چگونه دشمنان اسراییل نابود خواهند شد و صلح برقرار خواهد گردید.(حزقیال ۳۸-۳۹)
- رویای معبد نهایی، که در آن حزقیال میبیند که چگونه یک معبد سوم در اورشلیم ساخته می‌شود و شکینای خداوند دوباره به میان اسراییل بازمیگردد. (حزقیال ۴۰-۴۸)

## تأثیر
کتاب حزقیال تأثیر زیادی بر روی جنبشهای عرفانی یهودی داشته‌است. بسیاری پیروان عرفان مرکابا و بعداً کابالا به رویای حزقیال توجه خاصی داشتند و اعتقاد داشتند که رمز خلقت در کتاب حزقیال نهفته است.پیروان عرفان مرکابا تلاش داشتند که رویای حزقیال و دیدن عرش خداوند را تجربه کنند. در رؤیا حزقیال دید که عرش خدا توسط چهار حیوت (عبری: חיות) (موجودات زنده) حمل می‌شود که هریک دارای چهار بال و صورت مرد، شیر، گاو و عقاب است. کابالا ارتباطی بین رویای حزقیال و چهار دنیا در کابالا برقرار می‌کند.

نقشه معبد در رویای حزقیال
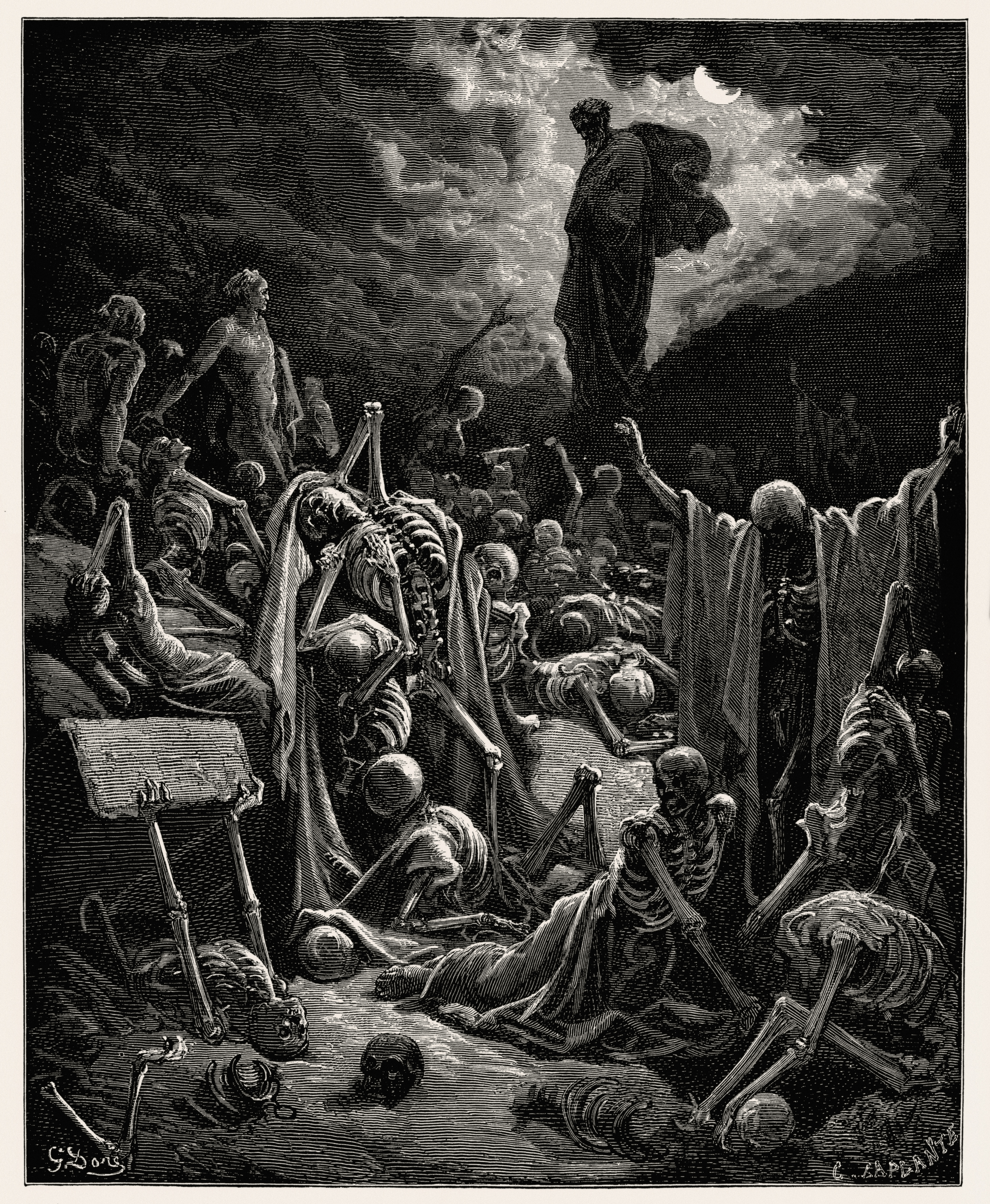
رویای دره استخوان‌های خشک
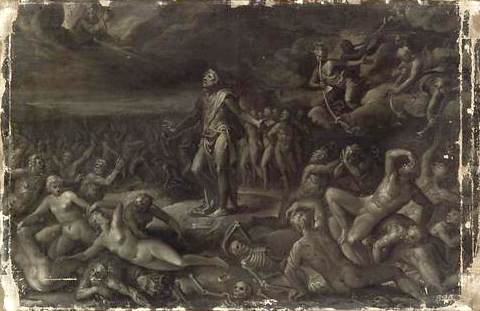
نقاشی حزقیال توسط مارتین دی وس ۱۶۰۰ میلادی